# 淮北师范大学
淮北师范大学，简称淮师大，是中华人民共和国安徽省淮北市的一所全日制本科公办省属普通高等学校。

## 校史
1974年，安徽师范大学淮北分校成立。1978年12月，更名为淮北煤炭师范学院，隶属煤炭工业部。2010年，更名为淮北师范大学。2003年获得硕士学位授予权。2007年在教育部本科教学工作水平评估中获得“优秀”等次。2009年增列为省级立项建设博士学位授予单位和博士后培养单位。

## 教学科研
现有16个学院，19个研究所（中心）、65个本科专业，涵盖法学、文学、历史学、教育学、经济学、管理学、艺术学、理学、工学、农学等10大学科门类，有9个一级学科硕士学位授权点、66个二级学科硕士学位授权点，并招收教育硕士。

### 教学机构
- 文学院
- 数学与统计学院
- 物理与电子信息学院
- 化学与材料科学学院
- 外国语学院
- 美术学院
- 法学院
- 体育学院
- 历史文化旅游学院
- 生命科学学院
- 音乐学院
- 教育学院
- 计算机科学与技术学院
- 经济与管理学院
- 马克思主义学院
- 创新创业教育学院
- 足球学院
- 继续教育学院
- 附属实验中学
- 附属实验小学[2]